# Isokita
La isokita és un mineral de la classe dels fosfats, que pertany al grup de la tilasita. Rep el nom per la comunitat d'Isoka, a Zàmbia, a uns 24 quilòmetres a l'oest de la localitat tipus.

## Característiques
La isokita és un fosfat de fórmula química CaMg(PO₄)F. És una espècie aprovada per l'Associació Mineralògica Internacional, sent publicada per primera vegada l'any 1955. Cristal·litza en el sistema monoclínic. La seva duresa a l'escala de Mohs oscil·la entre 4,5 i 5. És l'anàleg amb fluor de la panasqueiraïta.
Segons la classificació de Nickel-Strunz, la isokita pertany a «08.BH: Fosfats, etc. amb anions addicionals, sense H₂O, amb cations de mida mitjana i gran, (OH, etc.):RO₄ = 1:1» juntament amb els següents minerals: thadeuïta, durangita, lacroixita, maxwellita, panasqueiraïta, tilasita, drugmanita, bjarebyita, cirrolita, kulanita, penikisita, perloffita, johntomaïta, bertossaïta, palermoïta, carminita, sewardita, adelita, arsendescloizita, austinita, cobaltaustinita, conicalcita, duftita, gabrielsonita, nickelaustinita, tangeïta, gottlobita, hermannroseïta, čechita, descloizita, mottramita, pirobelonita, bayldonita, vesignieïta, paganoïta, jagowerita, carlgieseckeïta-(Nd), attakolita i leningradita.

## Formació i jaciments
Va ser descoberta a les carbonatites del mont Nkumbwa, a Isoka, a la província del Nord, Zàmbia. També ha estat descrita a Austràlia, el Brasil, República Txeca, Àustria, Alemanya, Noruega, Espanya, Portugal i els Estats Units.